# La Zarza, La Zarcita, Llano de la Zarza, Fuente de Las Palomas y Fajaneta del Jarito
La Zona Arqueológica de La Zarza y La Zarcita es un yacimiento arqueológico de la cultura benahoarita de la isla de La Palma, España. Fue descubierta en 1941 por Don Ramón Rodríguez Martín. 

## Descripción
El conjunto arqueológico está compuesto por cinco estaciones de grabados rupestres benahoaritas, así como asentamientos pastoriles y varias covachas y cejos de ocupación estacional. La zona arqueológica se distribuye principalmente a lo largo del Caboco de La Zarza, en el municipio de Garafía, a unos 1000 metros de altitud, rodeado de un bosque de transición entre la laurisilva y el pinar. Está considerada como la Capilla Sixtina del arte rupestre de La Palma, siendo además única en todo Canarias, tanto por su amplitud como por la complejidad de sus motivos. 
En La Zarza podemos constatar 39 paneles de grabados a ambos lados del caboco, aunque son difíciles de diferenciar al estar prácticamente unidos en algunos casos. En el margen derecho los grabados se orientan hacia el ocaso del solsticio de invierno, el orto crepuscular de Casiopea y la alineación de Kochab y Polar durante el solsticio de verano. Los paneles más próximos a la parte central del barranco coinciden con las dos eventos estelares: Casiopea, durante el crepúsculo del equinoccio de otoño; y la alineación de Kochab y Polar, durante el crepúsculo del solsticio de verano. La mayoría de los motivos, sin embargo, se hallan en el margen izquierdo, con cuatro orientaciones diferentes: los ortos solsticiales de verano e invierno, los equinoccios y nuevamente, la alineación de las estrellas Kochab y Polar anunciando el comienzo verano. Finalmente, de una cueva en el centro del caboco, surge un manantial de agua cristalina que termina de conferir este halo telúrico y misterioso que domina la zona arqueológica.
En La Zarcita, barranco contiguo al noroeste de La Zarza, encontramos dos estaciones diferenciadas. La Zarcita I, en el margen derecho, consiste en dos paneles orientados respectivamente a los ocasos del solsticios de verano e invierno. La Zarcita II, en el margen opuesto, es de mayor tamaño y consta de 20 paneles. Estos están virados hacia las tres orientaciones solares más importantes: los ortos solsticiales de verano e invierno y los equinoccios, así como la salida de Casiopea coincidiendo con el orto helíaco de la estrella Canopo, a mediados de agosto.
Bajando por el barranco de La Zarza, en el margen izquierdo, podemos encontrar otras tres estaciones: El Llano de La Zarza, la Fuente de Los Palomos y la Fajaneta del Jarito. El grabado del Llano de La Zarza está orientado al alba del solsticio de invierno, mientras que la Fuente de Los Palomos tiene un panel con la misma orientación y otro hacia el alba del solsticio de verano.
Todos los motivos representan a través de la abstracción geométrica una serie de ideas metafísicas, que a su vez cobraban vida para los antiguos palmeros al tangibles. Estos símbolos actúan de intermediarios entre el mundo real y uno más abstracto, metafísico y espiritual. Los petroglifos transmitían mensajes compartidos por todo el grupo social, expresando de una manera muy duradera la eternidad de los astros a los que se orientaban. Fueron construidos, indudablemente, en relación con su entorno natural, pero también con los eventos astronómicos visibles desde esta posición.
Los motivos representados pueden agruparse en cuatro categorías principales: espirales, circuliformes, meandros y lineales, que pueden estar solos o combinados. Se disponían en lugares destacados siguiendo unos patrones determinados, con la intención de que su visualización se pudiese mantener duraderamente y así reactualicen una y otra vez el tiempo sagrado. Tanto en La Zarza como en la Zarcita cobra gran protagonismo la sincronía entre las estrellas marcadas y los equinoccios y solsticios, marcando estas regularidades o armonías del firmamento. 
En cuanto al asentamiento pastoril, en 1994 se llevaron a cabo varias campañas de excavaciones en la margen derecha del Caboco de La Zarza. Entre los materiales recuperados destacan fragmentos de cerámica de las fases IVa y IVb, así como algunos del momento de transición con la fase III. La industria lítica se elaboró, preferentemente en basalto y en ella sobresale la gran cantidad de diques. Los fragmentos óseos pertenecían a los animales de su cabaña ganadera: cabras, ovejas y cochinos. En contacto con la roca madre apareció un maxilar y fragmentos del frontal y parietal derecho de un varón de entre 17 y 25 años. Los estudios de carbono 14 plantean que la ocupación de este cejo se produjo entre los años 1030 y 1450, vinculada al aprovechamiento pastoril y la existencia de un punto de agua permanente.

## Galería

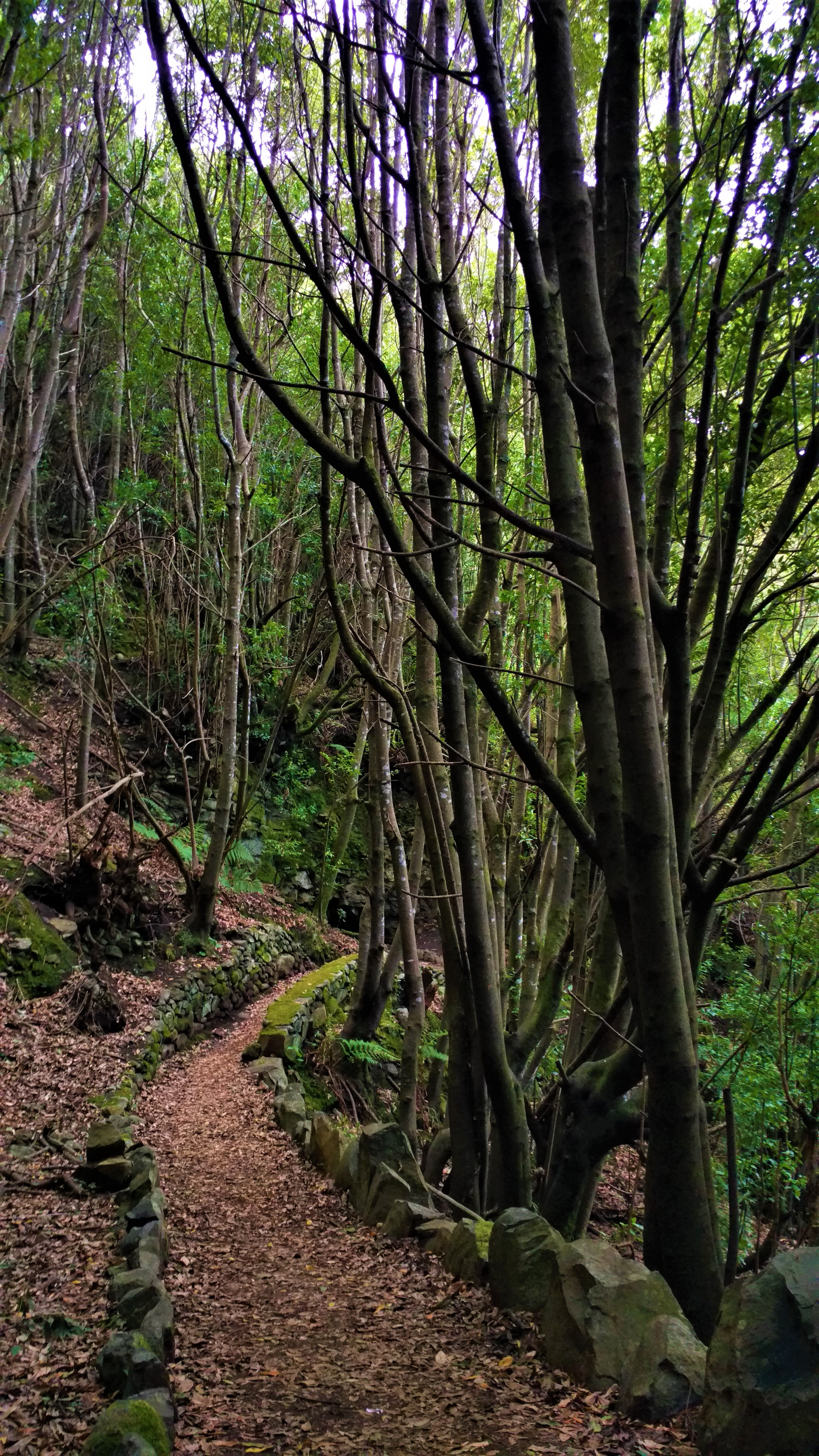
Bosque La Zarza.
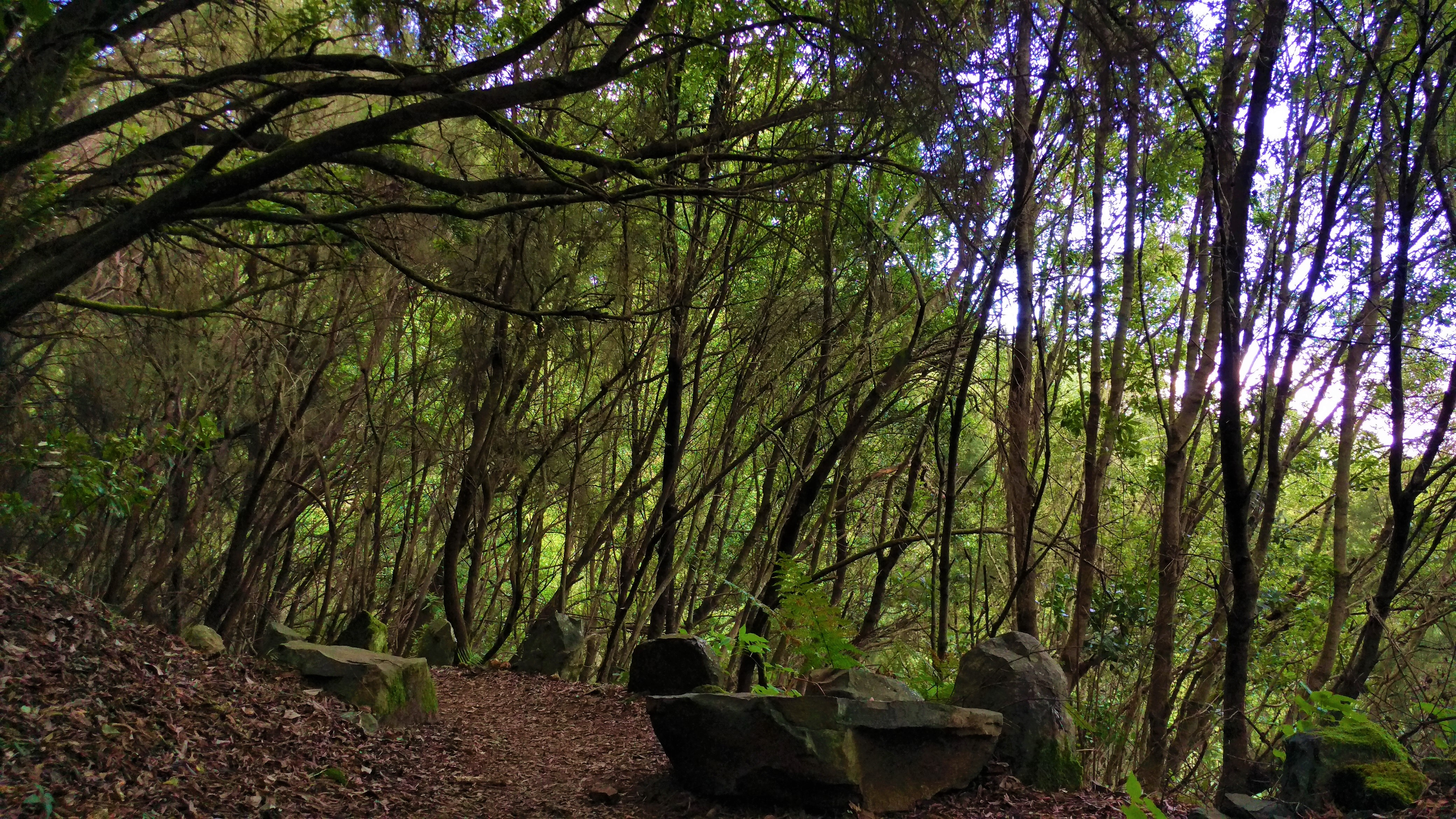
Bosque La Zarza.
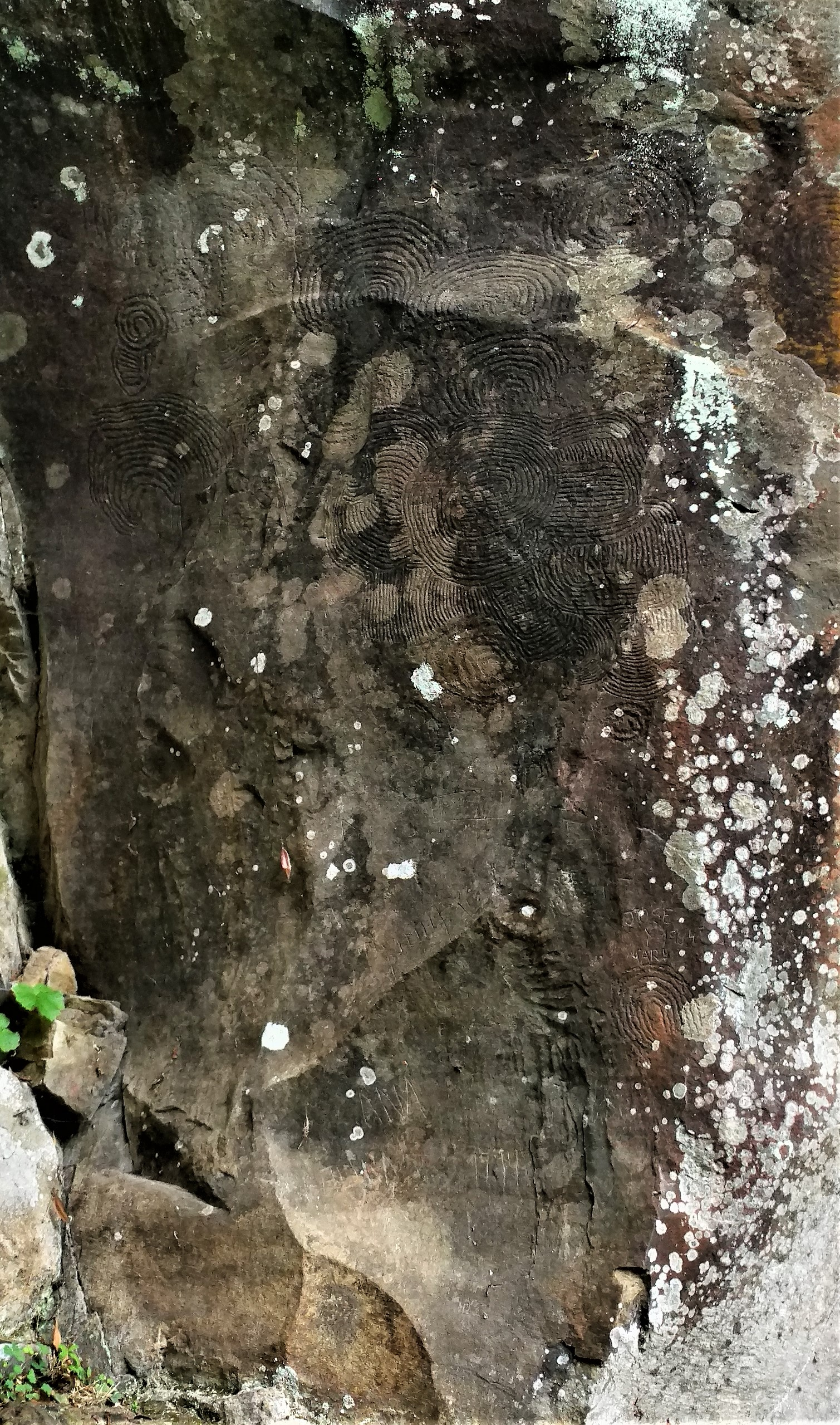
La Zarza.
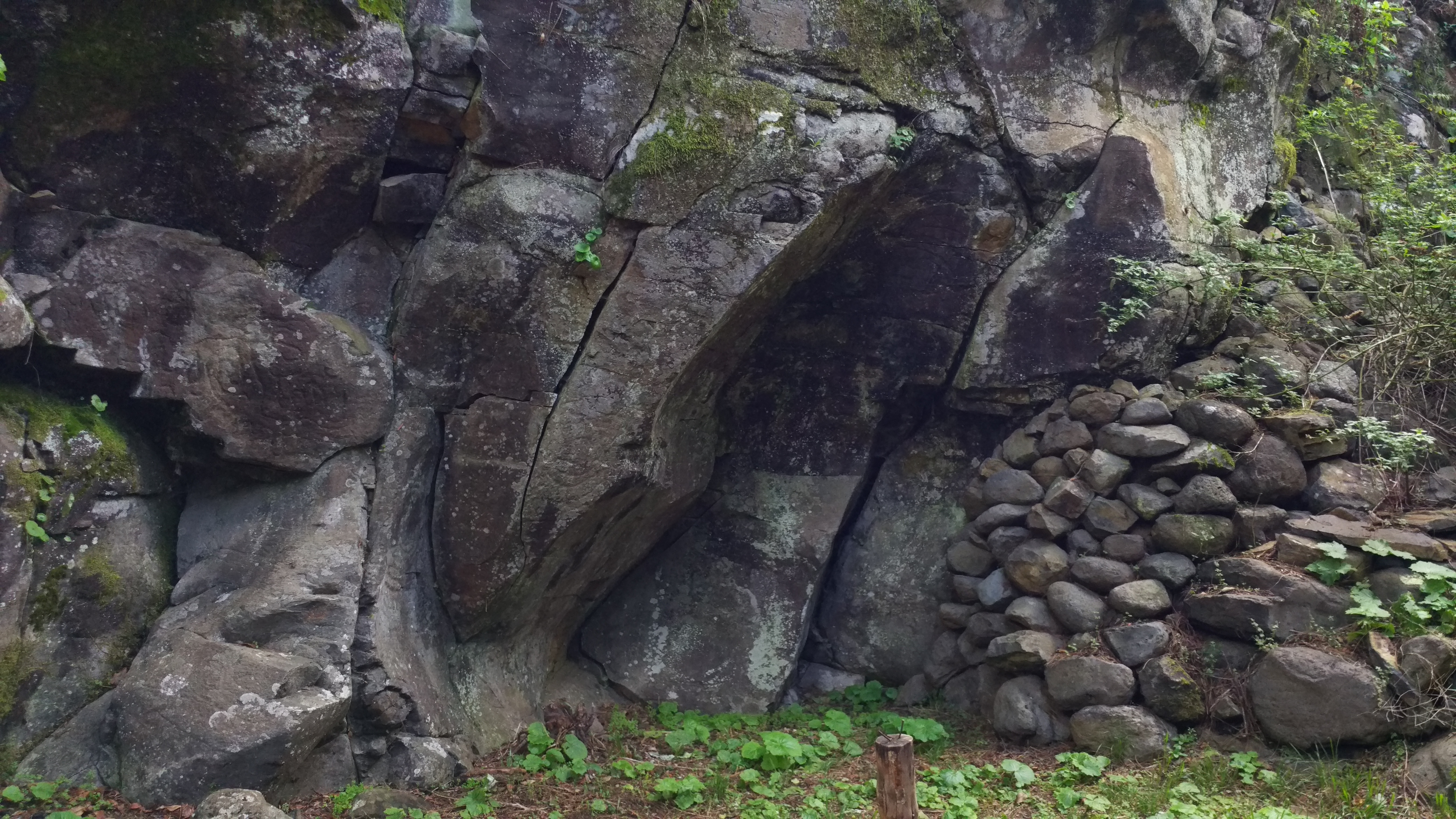
La Zarzita.
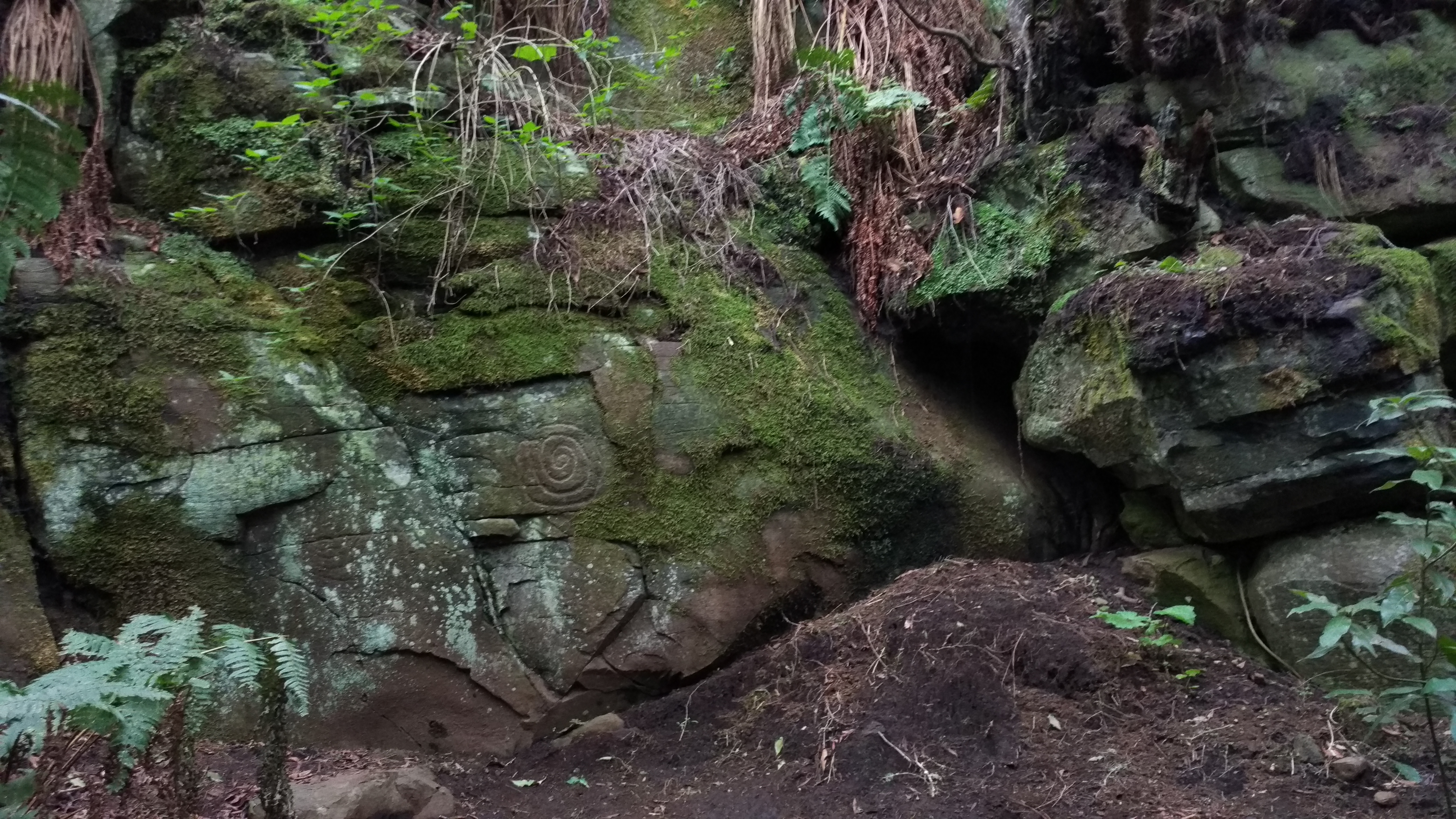
La Zarcita.
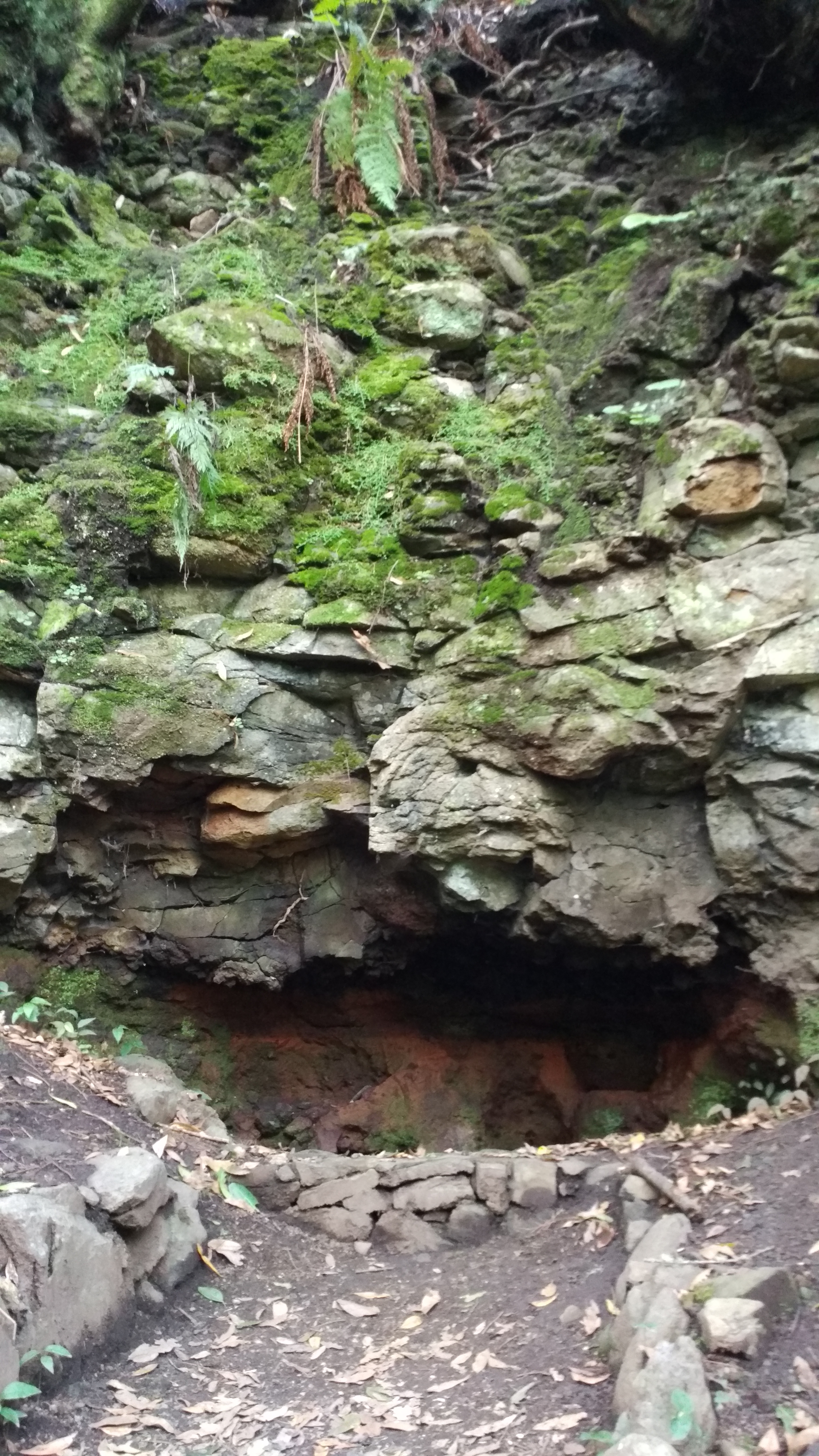
Fuente de Los Palomos.
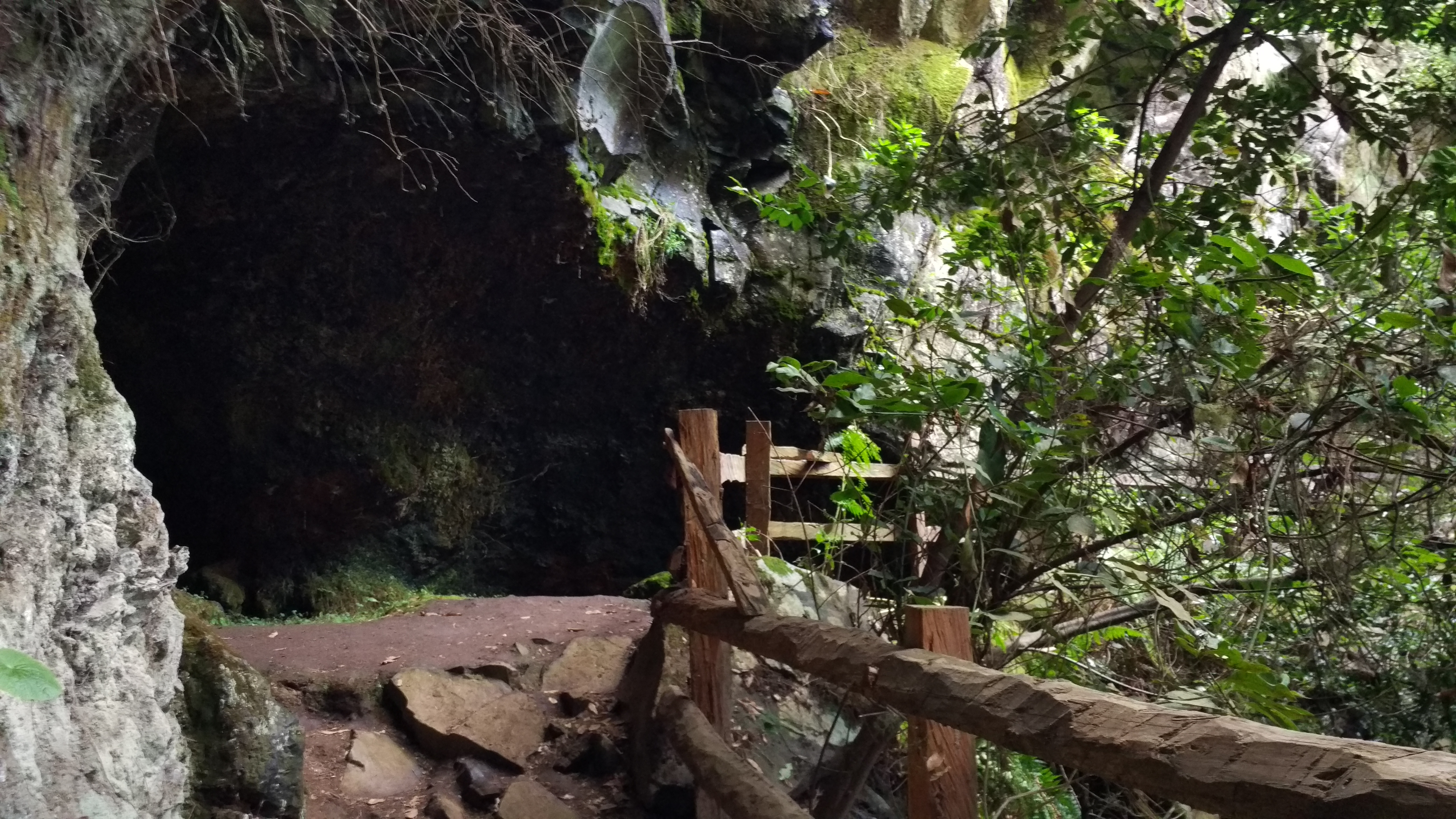
Asentamiento pastoril.
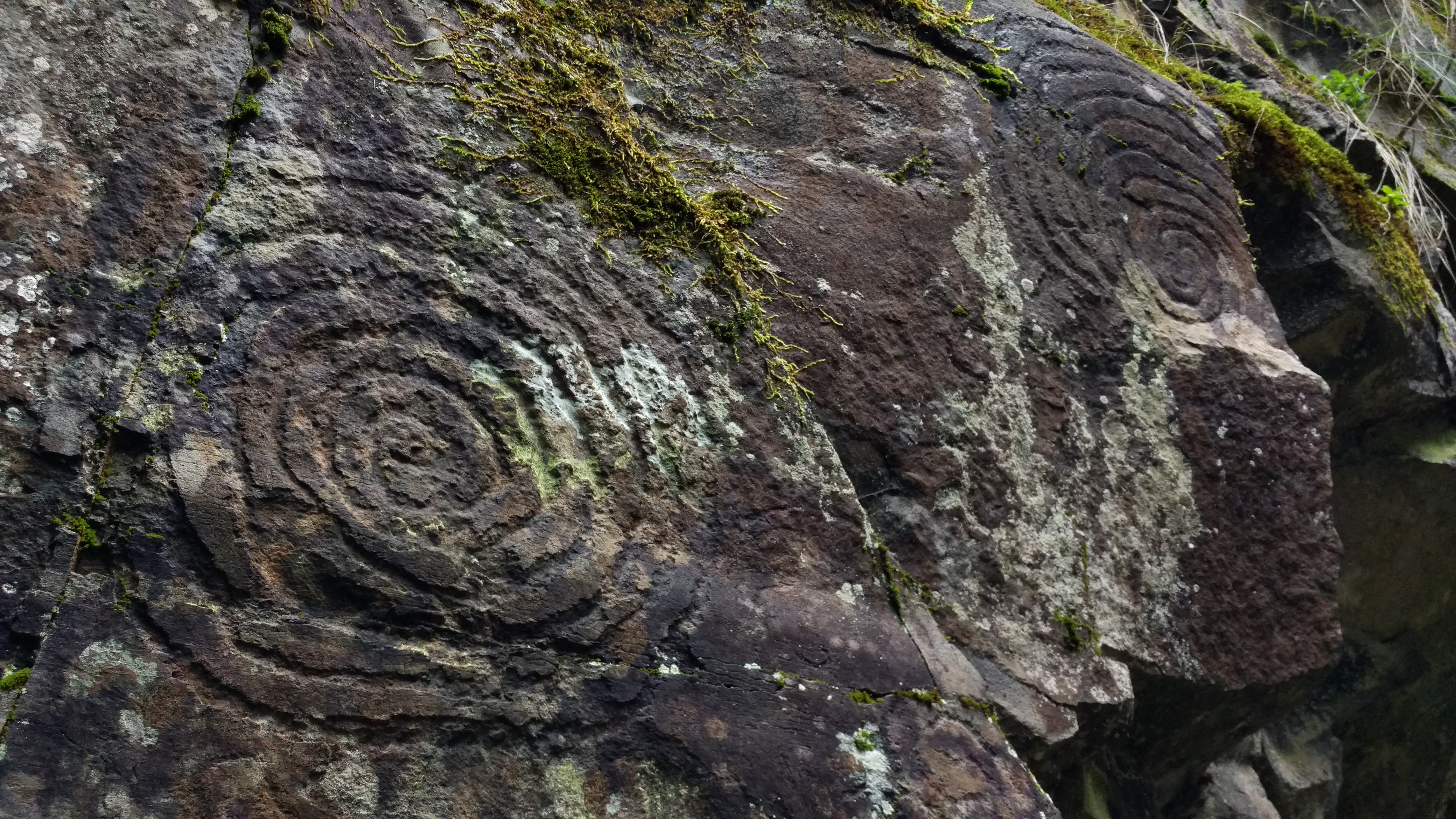
Petróglifos del asentamiento pastoril.